# Hechi Jin Cheng Jiang Airport
Hechi Jin Cheng Jiang Airport är en flygplats i Kina. Den ligger i den autonoma regionen Guangxi, i den södra delen av landet, omkring 230 kilometer norr om regionhuvudstaden Nanning. Hechi Jin Cheng Jiang Airport ligger 565 meter över havet.
Runt Hechi Jin Cheng Jiang Airport är det ganska tätbefolkat, med 139 invånare per kvadratkilometer. I omgivningarna runt Hechi Jin Cheng Jiang Airport växer huvudsakligen savannskog.
Genomsnittlig årsnederbörd är 1 802 millimeter. Den regnigaste månaden är juni, med i genomsnitt 313 mm nederbörd, och den torraste är februari, med 38 mm nederbörd.